# Bombardement von Genua (1684)
Courtrai – Oudenaarde – Luxemburg –  Ter – Genua – Gerona – Cadaqués – Elba
Die Bombardierung von Genua im Jahr 1684 war eine Marineoperation im Auftrag des französischen Königs durch eine Flotte der französischen Marine unter dem Kommando von Lieutenant-général (Vizeadmiral) Duquesne gegen die italienische Stadt Genua. Nach mehrtägiger Bombardierung und der Einnahme der Festung durch französische Truppen ergab sich Genua. Der Doge musste sich im Schloss von Versailles öffentlich bei Ludwig XIV. entschuldigen.

## Kontext
Ludwig XIV. wollte die Republik Genua bestrafen, offiziell weil sie die Armada Española mit Galeeren belieferte, während Frankreich im Reunionskrieg (1683–1684) mit der spanischen Monarchie verwickelt war. Weiterhin hatte Genua den Spaniern vertraglich die Nutzung seines Hafens zur Ausschiffung von Truppen in Richtung des damaligen spanischen Herzogtums Mailand gestattet und der Doge ignorierte den französischen Botschafter François Pidou, Chevalier de Saint-Olon.
Darüber hinaus war Genua für Frankreich ein kommerzieller Konkurrent im Mittelmeerraum, der eingeschüchtert werden musste, da es Handelsprivilegien mit dem Osmanischen Reich erlangt hatte, die die Franzosen somit nicht hatten erneuern können.
Einige Historiker gehen zudem davon aus, dass Genua Munition an die Regentschaft Algier lieferte, die die Franzosen im August 1682 sowie erneut im Juni und August 1683 bombardierten.
Ein weiterer Grund dürfte die französische Unterstützung der Ansprüche der Familie Fieschi, einer prominenten genuesischen Familie, gewesen sein.

## Die Operation

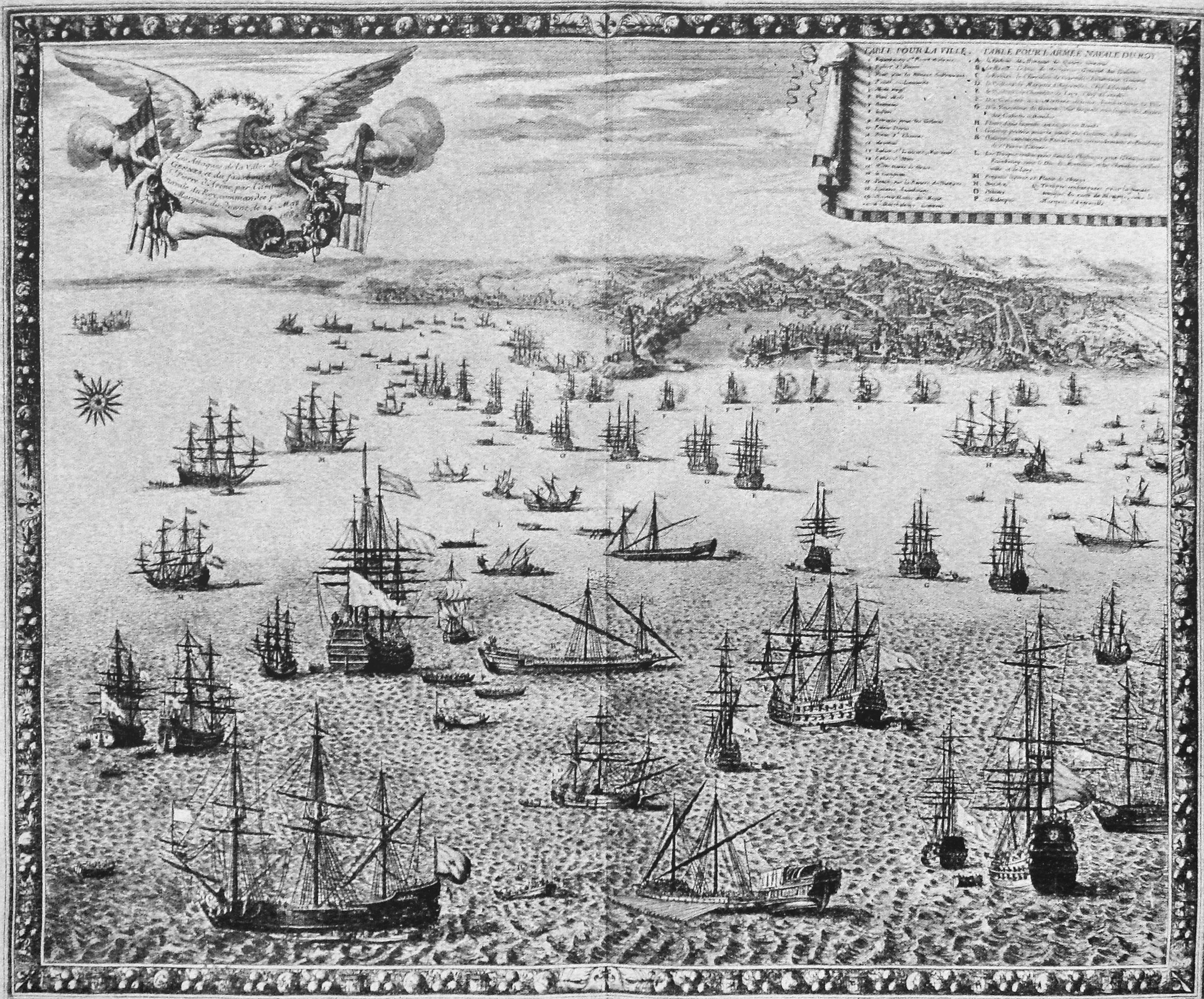
Beschuss Genuas durch Duquesne, Gemälde von Beaulieu le Donjon.

Ohne formelle Kriegserklärung bombardierte eine französische Flotte unter dem Kommando von Abraham Duquesne zwischen dem 18. und 28. Mai 1684 die Stadt Genua.
Die Flotte bestand aus insgesamt vierzehn Linienschiffen (darunter die Ardent mit 74 Kanonen und die Ferme mit 64 Kanonen) mit 768 Kanonen und 4.655 Besatzungsmitgliedern sowie zwanzig Galeeren und zehn Bombarden.
Nach dem Plan, den Vauvré, der Marineintendant in Toulon, am 29. Februar 1684 an Minister Seignelay geschickt hatte, „werden die 10 Gallioten 530 Toises (1.060 m) von der Bastion von Carignan entfernt stationiert, wo sich der Pier befand, um Bomben in die Stadt hineinwerfen zu können, die von dort etwa 800 bis 900 Toisen (1.600 bis 1.800 m) entfernt war. Der Beschuss konnte nur nachts erfolgen, da die Gallioten tagsüber den Kanonen der Bastion zu stark ausgesetzt wären. Die ersten Gallioten auf der Seite des Leuchtfeuers wurden 630 Toisen (1.260 m) entfernt postiert; ihre Anker wurden 400 Toisen (800 m) von den Bastionen entfernt gesetzt, sodass die Gallioten 40 Toisen (80 m) voneinander entfernt lagen.“ Der Ankerplan für die Gallioten wurde zuvor von Usson de Bonrepaus, dem Vertrauten von Seignelay, der alle logistischen Vorbereitungen für die Expedition überwacht hatte, genehmigt und von Pierre Landouillette de Logivière auf der Grundlage der Daten erstellt, die der Ingenieur Pétré 1683 für die Verteidigung von Genua erstellt hatte.
„Die Gallioten, die zunächst 1.500 Toisen (3.000 m) von der Hafenverteidigung entfernt positioniert werden, werden auf den Fleuten in Position gezogen, um sich tagsüber auf 800 Toisen (1.600 m) und nachts auf 400 Toisen (800 m) zu nähern, so dass der Beschuss die Hafenverteidigung in einer Entfernung von 700 bis 800 Toisen (1.400 bis 1.600 m) am Tag und 1.000 bis 1.200 Toisen (2.000 bis 2.400 m) bei Nacht erreichen konnte.“ Am 17. Mai ankerten die Kriegsschiffe 1.500 Toisen (3.000 m) von der Bastion Carignan und 50 Faden (85 m) von der Küste entfernt auf schlammigem Grund, 50 Toisen (100 m) voneinander entfernt. Zunächst wurden die zehn Gallioten in Kanonenreichweite der Mauern stationiert, etwa 1.300 Toisen (2.600 m) entfernt, auf einer Linie, die vom Leuchtfeuerturm links von der Seestreitmacht bis zum Vorort Bisagno rechts davon reichte.

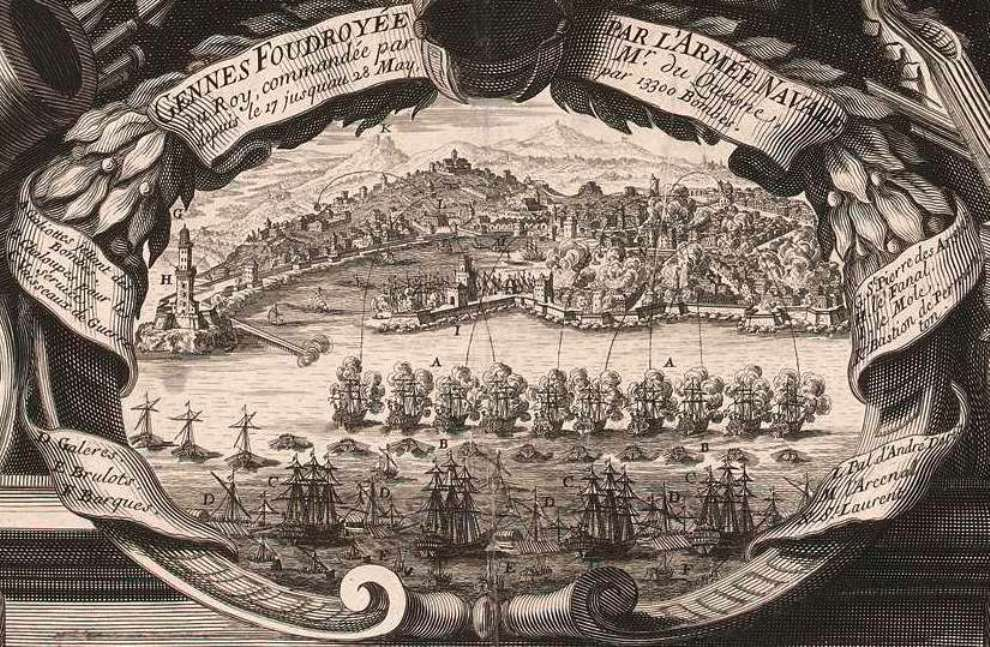
Bombardement von Genua.

Die Flotte erreichte die Stadt am 17. Mai. Auch der Marquis d’Amfreville war Teil dieser Flotte an Bord des Schiffes Le Diadème.
Am 18. Mai besuchten die Chevalier von Tourville und Lhéry, die tagsüber Dienst hatten, regelmäßig die Posten und überbrachten Befehle an Kommandant Desgouttes, den Kommandeur des Galliotenverbandes. Am 19. wurden die Gallioten näher herangeführt und näher an der Stadt stationiert. Laut dem Plan, der Benjamin de Combes’ Brief vom 4. Juni 1684 beigefügt war, befanden sich die zehn Gallioten 1.200 bis 1.400 m von der Hafenverteidigung entfernt, der neue Pier etwas links darüber und der alte Pier rechts darüber. Der Beschuss begann und dauerte bis zum 22. Mai. 13.000 Kanonenkugeln wurden abgefeuert. Das in der Folge ausgebrochene Feuer war so gewaltig, dass man angeblich mitten in der Nacht auf den Decks der vor der Küste ankernden französischer Schiffe lesen konnte.

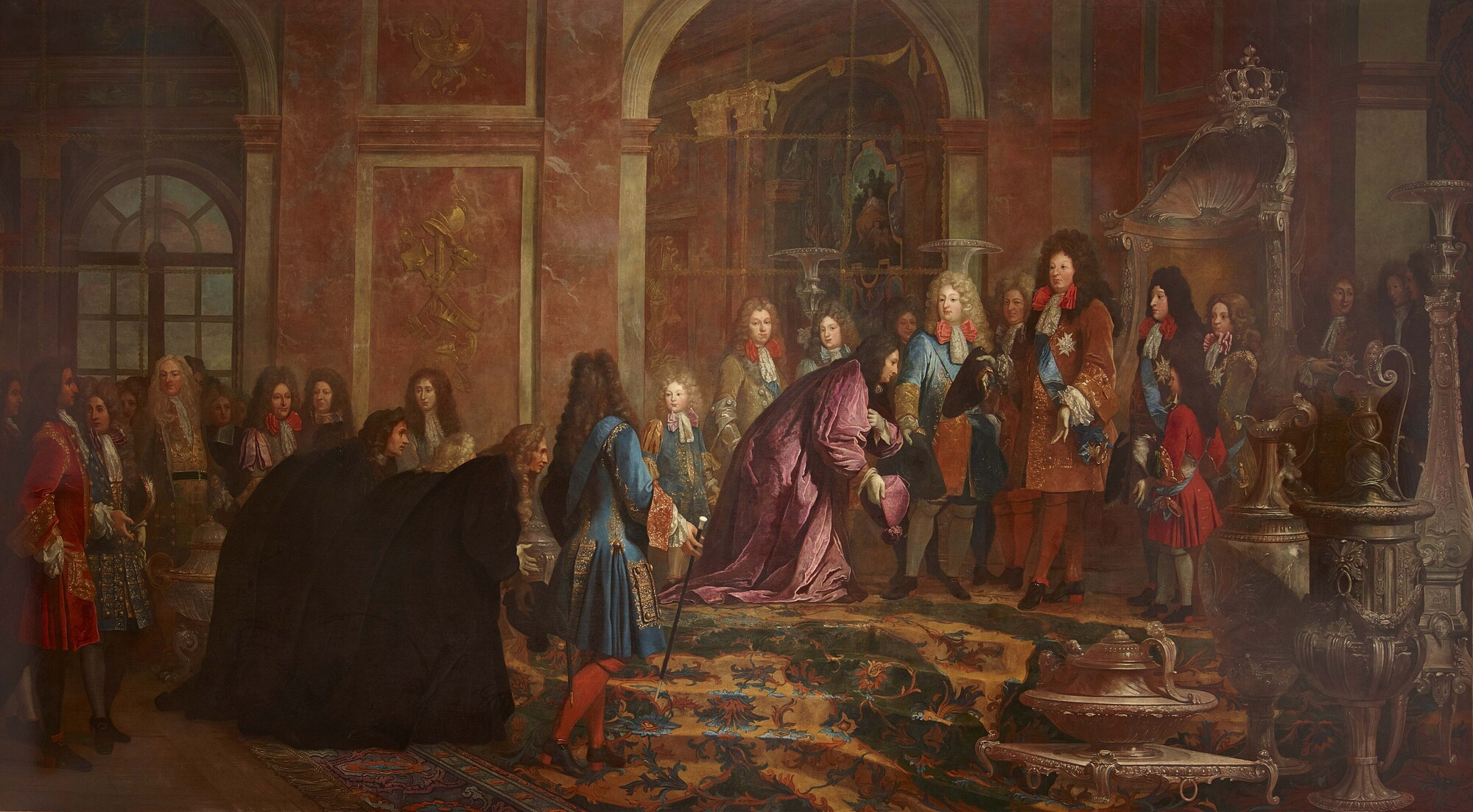
Wiedergutmachung an Ludwig XIV. durch den Dogen von Genua, 15. Mai 1685, Gemälde von Claude Guy Hallé, Öl auf Leinwand, 1715.

Der Beschuss begann am 18. Mai und hielt bereits drei Tage an, als sich Duquesne am 22. Mai zu einem Handstreich auf die Stadt entschloss. Die Leitung dieser Operation lag beim Herzog von Vivonne. Die Truppen wurden in drei Einheiten aufgeteilt: eine mit 1.200 Mann, die dem Befehl des Herzogs unterstand, Tourville kommandierte die zweite, 800 Mann starke Truppe, und die dritte, ebenfalls 800 Mann stark, wurde Cauchon de Lhéry anvertraut.
Der Angriff sollte gegenüber dem an der Küste gelegenen Festung mitten im Vorort Saint-Pierre d’Aréna erfolgen und wurde trotz des starken Widerstands der Genuesen gestartet. Kurz darauf konnte die Verschanzung von den Franzosen eingenommen werden. Cauchon de Lhéry wurde hierbei schwer verwundet und konnte nur mit Mühe an Bord seines Schiffes transportiert werden, wo er kurze Zeit später starb.
Nach dem 28. Mai blieb Tourville mit einem Geschwader von fünf Linienschiffen und vier Galeeren, um weiterhin den Hafen zu blockieren.
Angesichts der Zerstörung musste Genua sich unterwerfen, und der Doge von Genua, Francesco Maria Imperiale Lercari, reiste im Mai 1685 nach Versailles, um sich im Namen der Republik zu entschuldigen, obwohl ihm während seiner Amtszeit das Verlassen der Republik eigentlich verboten war. Der Doge traf Mitte August in einem Samtgewand beim König ein – ein geschickter Schachzug, der eine Zeit großer Samtexporte von Genua nach Frankreich einleitete. Während des Besuchs zeigte der König dem Dogen das neue Schloss Versailles und fragte ihn, was ihn bei seinem Besuch am meisten überrascht habe. Der Doge antwortete mit einer lapidaren, für genuesischen Sarkasmus typischen Formulierung: „Mi chi“, was so viel bedeutet wie: „Ich bin hier.“

## Zusammenfassung
Neben den französischen Siegen an anderen Fronten beeindruckte die französische Waffenleistung vor Genua die Vereinigten Provinzen. Bedroht durch den Vormarsch der französischen Armee in den Spanischen Niederlanden brachen sie am 29. Juni 1684 ihr Bündnis mit dem habsburgischen Spanien, was zum Waffenstillstand von Regensburg führte, da Wilhelm III. Frieden mit Frankreich schloss.
Es scheint jedoch, dass der Beschuss zwar erheblichen materiellen Schaden anrichtete, aber nur wenige Opfer forderte und keine Panik ausbrach. Die genuesische Regierung suchte Zuflucht in Emmanuel Brignoles Albergo dei Poveri, und die spanischen und korsischen Truppen blieben diszipliniert und drängten die Franzosen zurück (die Zahl der Todesopfer wurde offenbar aus politischen Gründen und ungeachtet historischer Fakten absichtlich übertrieben, sowohl von den Franzosen, die ihren Sieg verherrlichen wollten, als auch von den Spaniern, die die Schwäche der Republik Genua demonstrieren wollten).
Die von der Republik Genua gezahlten Entschädigungen kamen teilweise den Fieschi und teilweise dem Wiederaufbau der durch die Bomben zerstörten Kirchen zugute; die in der Stadt ansässigen französischen Kaufleute waren allerdings ruiniert.